# Gmina Bisztynek
Die Gmina Bisztynek ist eine Stadt- und Landgemeinde in der polnischen Woiwodschaft Ermland-Masuren. Verwaltungssitz ist die Stadt Bisztynek (deutsch Bischofstein) im Powiat Bartoszycki (Kreis Bartenstein).

## Geographische Lage
Die Gmina Bisztynek liegt in der nördlichen Mitte der Woiwodschaft Ermland-Masuren im Städtedreieck Bartoszyce (Bartenstein) – Lidzbark Warmiński (Heilsberg) und Reszel (Rößel).
|  |

## Gemeindefläche
Die Gemeinde umfasst eine Fläche von 203,55 km², was einem Anteil von etwa 15 % der Gesamtfläche des Powiats Bartoszycki entspricht. Etwa 80 % der Gemeindefläche werden landwirtschaftlich genutzt, 10 % sind Wald.

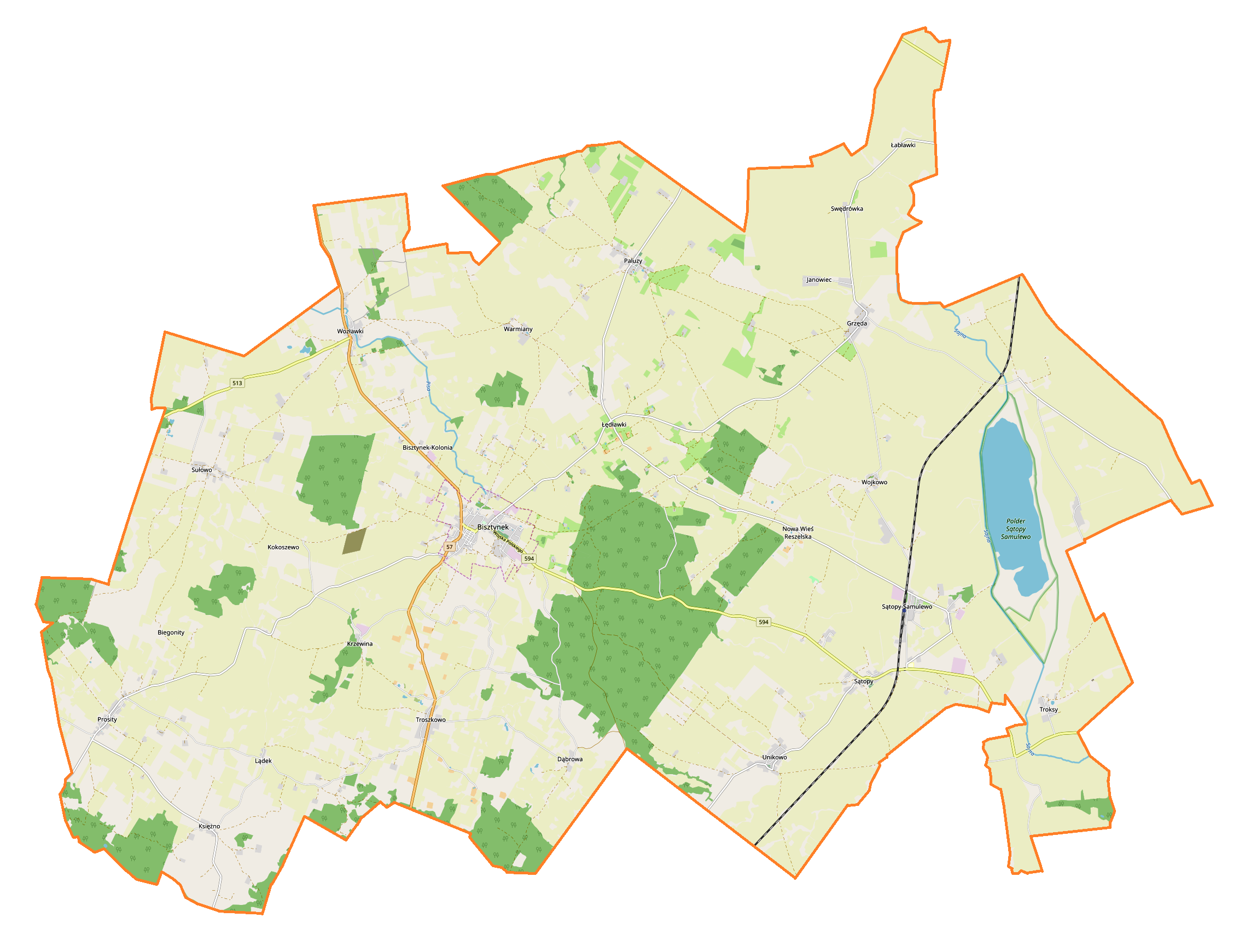
Ortsplan der Gmina Bisztynek (Zum Vergrößern anklicken)

## Nachbargemeinden
Nachbargemeinden der Stadt- und Landgemeinde Bisztynek sind:
- im Powiat Bartoszycki (Bartenstein): Gmina Bartoszyce (Landgemeinde Bartenstein)
- im Powiat Kętrzyński (Rastenburg): Gmina Korsze (Stadt- und Landgemeinde Korschen) und Gmina Reszel (Stadt- und Landgemeinde Rößel)
- im Powiat Lidzbarski (Heilsberg): Gmina Kiwity (Landgemeinde Kiwitten)
- im Powiat Olsztyński (Allenstein): Gmina Jeziorany (Stadt- und Landgemeinde Seeburg) und Gmina Kolno (Landgemeinde Groß Köllen).

## Gemeindegliederung
Zur Gmina Bisztynek gehören 31 Ortschaften:
| Polnischer Name   | Deutscher Name |  | Polnischer Name     | Deutscher Name |  | Polnischer Name | Deutscher Name |
| ----------------- | -------------- |  | ------------------- | -------------- |  | --------------- | -------------- |
| Biegonity         | Begnitten      |  | Łędławki            | Linglack       |  | Sułowo          | Schulen        |
| Bisztynek         | Bischofstein   |  | Mołdyty             | Molditten      |  | Swędrówka       | Zandersdorf    |
| Bisztynek-Kolonia |                |  | Niski Młyn          | Niedermühl     |  | Troksy          | Truchsen       |
| Dąbrowa           | Damerau        |  | Nisko               | Niederhof      |  | Troszkowo       | Klackendorf    |
| Grzęda            | Sturmhübel     |  | Nowa Wieś Reszelska | Rosenschön     |  | Unikowo         | Glockstein     |
| Janowiec          | Johannisruhe   |  | Paluzy              | Plausen        |  | Warmiany        | Schönwalde     |
| Kokoszewo         | Gerthen        |  | Pleśnik             | Plössenhof     |  | Winiec          | Wienken        |
| Krzewina          | Strauchmühl    |  | Pleśno              | Plössen        |  | Wojkowo         | Heinrichsdorf  |
| Księżno           | Fürstenau      |  | Prosity             | Prossitten     |  | Wozławki        | Wuslack        |
| Łabławki          | Lablack        |  | Sątopy              | Santoppen      |  |                 |                |
| Lądek             | Landau         |  | Sątopy-Samulewo     | Bischdorf      |  |                 |                |

## Bevölkerung
Die Stadt- und Landgemeinde Bisztynek zählte am 31. Dezember 2020 insgesamt 6198 Einwohner. Über ihre Altersstruktur gibt eine Aufstellung aus dem Jahre 2014 Auskunft:

## Kirchen

### Evangelisch

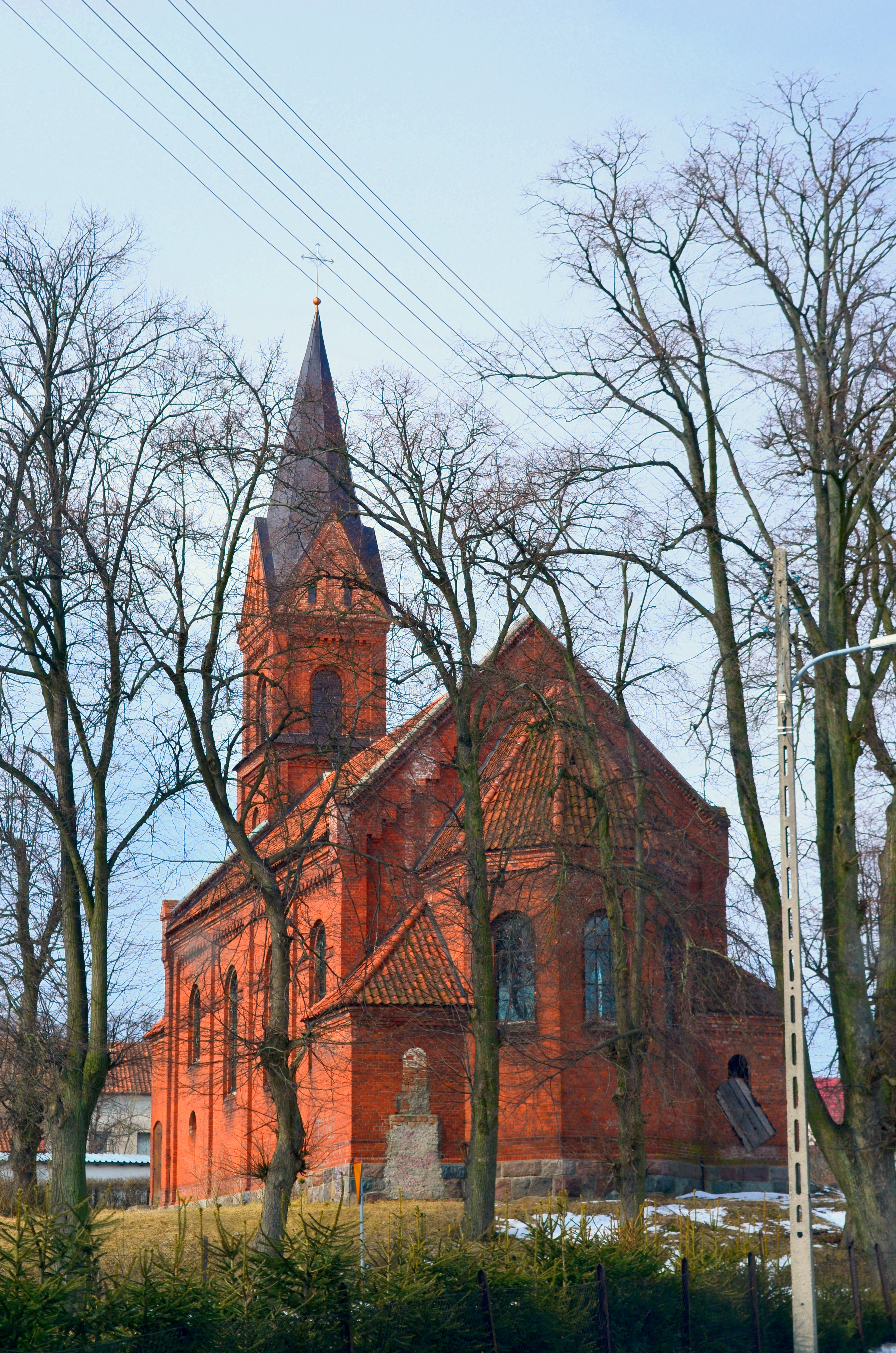
Ehemalige evangelische Kirche (Bisztynek)

Im Gebiet der Gmina Bisztynek gab es vor 1945 mit der Kirche Bischofstein lediglich eine evangelische Kirche. Die Einwohner der östlichen und südlichen Dörfer waren meist in die Kirche Rößel (polnisch Reszel) und Seeburg (polnisch Jeziorany) eingegliedert. Die Kirche in Bischofstein gehörte zum Superintendenturbezirk Allenstein (polnisch Olsztyn) des Kirchenkreises Ermland in der Kirchenprovinz Ostpreußen der Kirche der Altpreußischen Union.
In der heutigen Gmina Bistynek gibt es keine evangelische Kirche mehr. Das ehemalige Gotteshaus ist heute profaniert. Das Gemeindegebiet gehört jetzt fast ausnahmslos zur Kirche in Bartoszyce (Bartenstein), einer Filialkirche der Pfarrei in Kętrzyn (Rastenburg) in der Diözese Masuren der Evangelisch-Augsburgischen Kirche in Polen.

### Römisch-katholisch
Im heutigen Stadt- und Landgemeindegebiet Bisztynek gab es vor 1945 sechs römisch-katholische Pfarreien – und es gibt sie auch noch heute. Es handelt sich um die Kirchen in Bischofstein (polnisch Bisztynek), Glockstein (Unikowo), Plausen (Paluzy), Prossitten (Prosity), Santoppen (Sątopy) und Sturmhübel (Grzęsa). Sie gehörten zum Bistum Ermland.
Heute gehören die genannten Pfarreien zum Erzbistum Ermland. Die Pfarrei Prosity untersteht dem Dekanat Jeziorany (Seeburg), die übrigen Pfarreien sind dem Dekanat Reszel (Rößel) zugehörig.

## Naturschutzgebiet
Geographische Lage vom Polder Sątopy-Samulewo
Innerhalb des Gemeindegebiets besteht ein 340,65 Hektar großes Naturschutzgebiet: der Polder Sątopy-Samulewo zwischen den Orten Sątopy-Samulewo (Bischdorf) und Pleśno (Plössen), das am 19. November 2009 offiziell anerkannt wurde. Ziel ist der Erhalt und der Schutz des Rückstauwassers an der Gabelung der Flüsse Sajna (Zaine) und Ryn (Rhein) zwecks Bewahrung der Brutplätze zahlreicher Arten von Feuchtgebietsvögeln bis hin zu Sammelorten von Zugvögeln im Frühjahr und Herbst.

## Verkehr

### Straße
Das Gebiet der Gmina Bisztynek wird von der polnischen Landesstraße 57 in Nord-Süd-Richtung durchzogen, die den Norden der Woiwodschaft Ermland-Masuren mit der Woiwodschaft Masowien verbindet. Die DK 57 verläuft größtenteils auf der Trasse der früheren deutschen Reichsstraße 128.
Außerdem enden zwei Woiwodschaftsstraßen im Gemeindegebiet: die den Westen der Woiwodschaft Ermland-Masuren durchquerende Woiwodschaftsstraße 513 mit dem Endpunkt in Wozławki (Wuslack) und die von Kętrzyn (Rastenburg) bis nach Bisztynek führende Woiwodschaftsstraße 594.

### Schiene

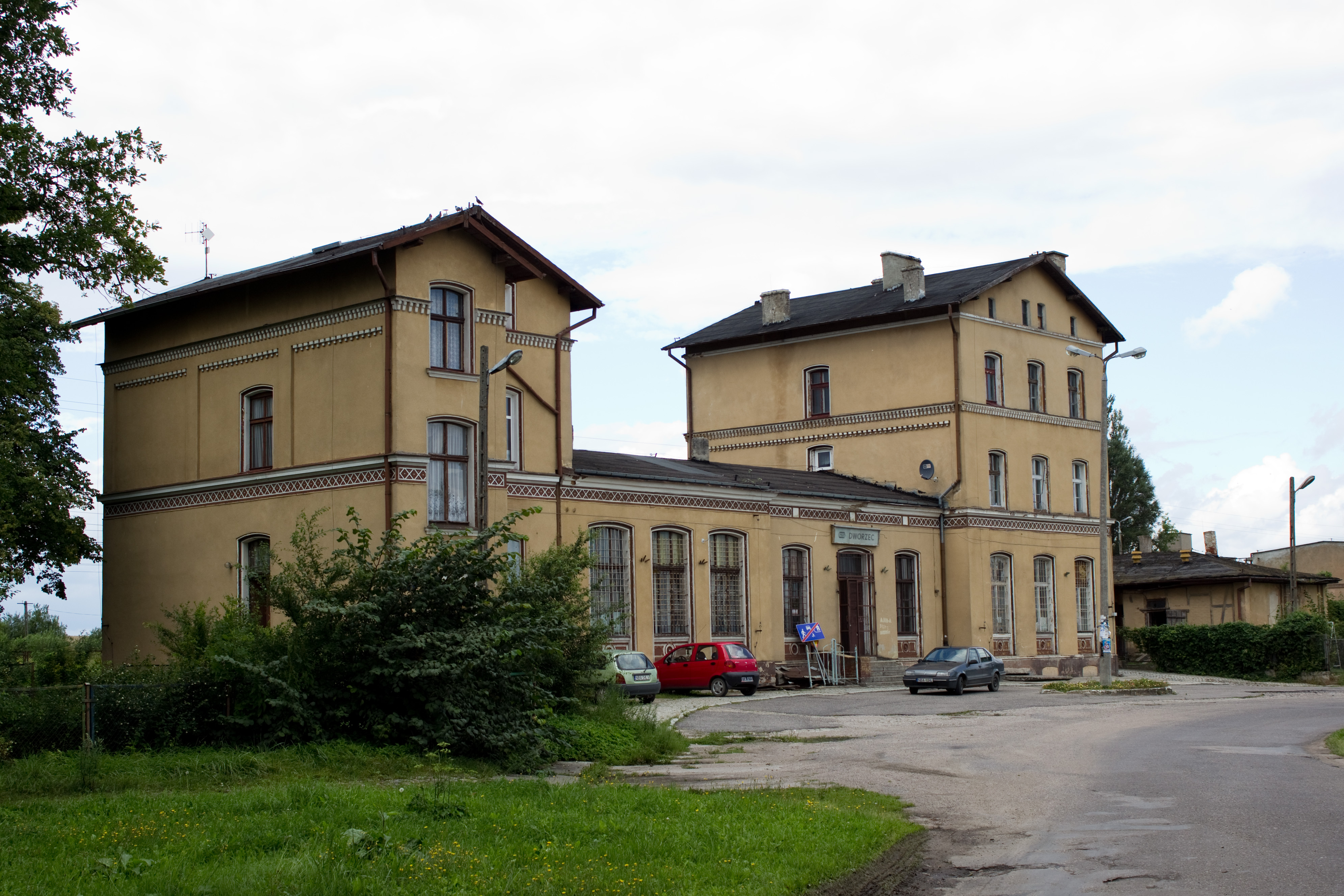
Stationsgebäude Bahnhof Sątopy-Samulewo

In Nord-Süd-Richtung durchläuft die Linie 353 der Polnischen Staatsbahn (PKP) das Gemeindegebiet mit Halt im Bahnhof Sątopy-Samulewo (Bischdorf). Er liegt an der Bahnstrecke Toruń–Tschernjachowsk, die heute bereits in Posen beginnt, dafür aber nicht mehr in Tschernjachowsk (Insterburg) in der russischen Oblast Kaliningrad (Gebiet Königsberg (Preußen)), sondern bereits in Korsze (Korschen) endet.
Bis 1945 gab es noch zwei das heutige Gemeindegebiet durchziehende Bahnstrecken: von Westen die Bahnstrecke Schlobitten–Bischdorf und von Osten die Bahnstrecke Rößel–Bischdorf. Beide Strecken wurden 1945 in Kriegsfolge aufgegeben.